# Akram Assem
Assem Akram (Cabul, 1965), é um historiador, escritor e acadêmico tajique natural do Afeganistão.
Nascido na capital afegã, Cabul, obteve um PhD em História na Universidade Sorbonne, em Paris.

## Obras
- The 1492' Conspiracy, A Machiavellian Plot to Seize the Holy Land and Keep the White House, Three-Horned Lion, junho 2006, USA, 304 páginas, em inglês.
- A Study On Mohammad Daoud Khan (Negahe ba Shakhsiat, Nazariat wa Siassat ha-ye Sardar Mohammad Daoud), Mizan Publishing, agosto 2001, Alexandria-VA, 440 páginas em persa.
- History of the War of Afghanistan (Histoire de la guerre d’Afghanistan), Balland Publishing House, dezembro 1996, Paris, 641 páginas, em francês. Reimpresso em junho de 1998 e em dezembro de 2001, com atualizações.
- Fatal Ochre (Ocre fatale), Balland Publishing House, February 2001, Paris; ficção, 230 páginas, em francês.